# Kościół św. Małgorzaty DM w Łomiankach
Kościół świętej Małgorzaty DM w Łomiankach – rzymskokatolicki kościół parafialny należący do parafii pod tym samym wezwaniem (dekanat kampinoski archidiecezji warszawskiej).
Jest to najstarszy kościół w Łomiankach. Pozwolenie na budowę kościoła ze stołecznego Wydziału ds. Wyznań zostało uzyskane 12 września 1977 roku. Już 5 października 1977 roku w czasie audiencji pozyskano kamień węgielny zawierający relikwię grobu św. Piotra w Rzymie, poświęconą i ofiarowaną parafii osobiście przez papieża Pawła VI.
Konstrukcja kościoła jest jednorodna – żelbetowe monolityczne słupy, umieszczone w żelbetowych fundamentach, podtrzymują żelbetowe podciągi i tworzą razem poprzeczny układ ramowy do podtrzymania żelbetowego stropu płytowo-żebrowego. Wieniec dolny to fundament, górny – gzyms opasujący dookoła świątynię. Tradycyjny materiał, cegła, jest tylko wypełnieniem szkieletu, z kolei kamień został użyty wyłącznie jako elewacyjna okładzina.
Uroczystości wmurowania kamienia węgielnego przewodniczył biskup Jerzy Modzelewski z towarzyszeniem biskupa Stanisława Stefanka, już podczas budowy kościoła w dniu 15 października 1980 roku. Dolną świątynię poświęcił kardynał Józef Glemp 4 grudnia 1983 roku. On także ją konsekrował 1 października 1988 roku.